# Welcome (Album)
Welcome (1973) ist ein Album der Latin-Rock-Band Santana.

## Geschichte
Es handelt sich um das fünfte Studioalbum der US-amerikanischen Band und dasjenige in ihrer Karriere, welches am stärksten zum Jazz hin tendierte. Schon beim Vorgänger-Album Caravanserai (1972) hatte eine Emanzipation von den Rock-Schemen der Band-Frühzeit begonnen. Zur Band gehörten nun Musiker, die für Fusionjazz offen waren, wie Tom Coster und Richard Kermode, der zuvor bei Malo, der Band um Jorge Santana gespielt hatte. Carlos Santana selbst hatte unter dem Eindruck des indischen Gurus Sri Chinmoy mit John McLaughlin in dieser Zeit das gemeinsame Album Love Devotion Surrender eingespielt, das sich schon im Titel auf John Coltrane und dessen spirituelle Phase um 1965/66 bezieht. Im Folgejahr nahm Santana mit Alice Coltrane das Album Illuminations auf.
Mit Gastmusikern wie den Sängern Leon Thomas und Flora Purim sowie abermals John McLaughlin erreichte die Band eine Verschmelzung des Latin-Rock mit Jazzklängen. Das wird besonders bei den Stücken deutlich, die der Erinnerung an John Coltrane gewidmet sind (Love Devotion Surrender, Welcome) und an denen Alice Coltrane mitwirkte. Die Band war im Jahr 1973 auf einer großen internationalen Tournee unterwegs. Das Album selbst entstand auf einer Tourneepause zwischen April und Juni 1973; Leon Thomas trat, nachdem die Studioaufnahmen abgeschlossen waren, mit der Band in Japan auf (wo eines der Konzerte mitgeschnitten und später als Lotus veröffentlicht wurde).

## Das Album
Welcome bezieht wie sein Vorgängeralbum Inspirationen von den zeitgenössischen Jazzrock-Produktionen von Airto (Fingers), Chick Coreas Light as a Feather und Aufnahmen von Leon Thomas, Alice Coltrane und Lonnie Liston Smith ein. Die Ambitioniertheit des Albums wird beim einleitenden Stück deutlich, einem afroamerikanischen Folksong, der im Zentrum der Sinfonie Aus der Neuen Welt steht und hier von Alice Coltrane arrangiert wurde: Sowohl Coster als auch Kermode sind hier an den Orgeln bzw. am Mellotron zu hören. Während sich in Mother Africa die Perkussionisten der Gruppe ausführlicher präsentieren können, haben in weiteren Stücken die genannten Jazzmusiker Gastauftritte.

## Titel des Albums
1. Going Home (Dvořák) – 4:11
2. Love, Devotion, and Surrender (Kermode, Santana) – 3:38
3. Samba de Sausalito (Areas) – 3:11
4. When I Look into Your Eyes (Coster, Shrieve) – 5:52
5. Yours Is the Light (Kermode, Shrieve) – 5:47
6. Mother Africa (Coster, Mann, Santana) – 5:55
7. Light of Life (Coster, Kermode, Santana) – 3:52
8. Flame Sky (McLaughlin, Rauch, Santana) – 11:33
9. Welcome (John Coltrane) – 6:35

Im Jahr 2003 wurde das Album mit einem zusätzlichen Stück namens Mantra wiederveröffentlicht, das Teil einer Jamsession von Tom Coster, Carlos Santana und Mike Shrieve war.

## Wirkung des Albums
Das Album enttäuschte mit seiner Jazz-Orientierung einen Teil der alten Santana-Fans: „Die Jazz-Stimmen von Leon Thomas und Flora Purim phrasierten die Santana-Stücke mitunter an der Aufnahmebereitschaft des Rockpublikums vorbei.“ Welcome verkaufte sich schlechter als seine Vorgänger, erreichte aber 1973 dennoch Platz 25 der Billboard-Charts für Alben und letztlich einen Goldstatus.
Ein Großteil der Kritik, etwa Bob Palmer im Rolling Stone, lobte aber die Musik: „Beide Qualitäten, durch die sich Santanas Musik von der seiner Mitwettbewerber unterschied – Carlos’ Ausdruck auf der Gitarre und die Talente der verschiedenen Perkussionisten der Band – werden auf Welcome sehr offensichtlich.“ Der Gitarrist hat bis dahin nach Ansicht von Bob Palmer nie besser gespielt als bei den Titeln Flame Sky und Welcome.
Auch Kritiker Robert Christgau zeigte sich begeistert, da das Album „souveräner und lustiger“ als Santanas Album Caravanserai sei: Gute Themen, gutes Spiel, gute Beats und gute Sänger; er lobte insbesondere Leon Thomas. Jeff Winbush von All About Jazz hob hervor, dass Santana auf diesem Album (anders als bei dessen Vorgänger) Vertrauen in seine Mitmusiker habe und sich daher im Spiel zurückhalten könne, so dass es Titel wie Going Home gebe, wo er nur im Hintergrund zu hören sei. Der All Music Guide vergab 4 von 5 Sternen; es handele sich um eine Jazzplatte mit Rockelementen und nicht umgekehrt um eine Rockplatte, die mit Jazz und lateinamerikanischen Musikformen flirte. Das Album habe – so Thom Jurek – eine nachhaltigere Wirkung als die meisten anderen Alben Santanas und sei auch inspirierter als seine anderen Produktionen.